# 백재현 (희극인)
백재현(白在鉉, 본래 1970년 2월 24일 ~ )은 대한민국의 희극인이다.

## 생애
- 그는 횡성군에서 태어났으나, 태어나고 단 뒤 100일 후에 서울특별시로 이주했다.
- '1988년' 김태웅(金泰雄) 예명으로 연극배우 첫 데뷔하였고 이듬해 '1989년' 백재형(白在亨) 예명으로 뮤지컬 배우 데뷔한 그는 '1990년' 백재현 본명으로 연극배우 겸 뮤지컬 배우 활동하기 시작하였으며 '1993년' 코미디언 선배 이하원 선배 분리 분사 시키며 KBS 한국방송공사 특채 개그맨으로 정식 데뷔하였다.

- 전유성, 김미화 등과 함께 개그콘서트 초창기 멤버로 활약하였다.[2]

- '2000년' KBS 슈퍼 TV 일요일은 즐거워 코너를 통해 프로레슬러 이왕표에게 훈련을 받고 정식으로 프로레슬러로 활동하기도 하였고,[3] '2001년'부터 뮤지컬 감독으로 활동하고 있다.[4]

## 출연작

### TV
- 《개그콘서트》
  - 《스크림》
  - 《스승님 스승님》
  - 《요술냄비》
  - 《방황》
  - 《봉숭아학당》
- 《폭소클럽》
  - 《백재현의 '개그 클리닉'》
- 《TV는 사랑을 싣고》

### 영화
- '1994년' 《티라노의 발톱》
- '2000년' 《공포특공대》
- '2001년' 《선물》
- '2004년' 《DMZ, 비무장지대》

### 라디오 프로그램
- 2015년 EBS 《EBS 책 읽는 라디오 낭독 시리즈》

## 경력
- '2002년' ~ 대한의사협회 비만 퇴치 홍보대사
- '2002년' ~ 웰컴투코리아시민협의회 홍보위원
- 2007년 ~ 대구과학대학교 방송연예과 겸임교수

## 수상
- '1994년' KBS코미디대상 신인상
- 2006년 제13회 대한민국 연예예술상 문화관광부장관표창
- 2008년 에든버러 프린지 페스티벌 USA 위클리 어워드 스타상